# Reserva Natural de Pähklisaar
A Reserva Natural de Pähklisaar é uma reserva natural localizada no condado de Tartu, na Estónia.
A área da reserva natural é de 770 hectares.
A área protegida foi fundada em 1964 para proteger Pähklisaar e os seus arredores. Antes de 1999, a área protegida havia sido designada como Área de Conservação da Paisagem de Pähklisaar. Em 1999, a reserva natural foi instituída.